# Агирре, Хорхе
Хорхе Сальвадор Агирре Мартин (исп. Jorge Salvador Aguirre Martín; 11 февраля 1925, Гавана — 14 июля 2005, Мехико) — мексиканский легкоатлет, выступавший в прыжках в длину, высоту и тройном прыжке. Участник летних Олимпийских игр 1948 года.

## Биография
Хорхе Агирре родился 11 февраля 1925 года в кубинском городе Гавана.
В 1948 году вошёл в состав сборной Мексики на летних Олимпийских играх в Лондоне. В прыжках в длину занял в квалификации последнее, 20-е место, показав результат 5,91 метра, уступив 1,07 метра худшему из попавших в финал Жоржу Дамитьо из Франции. В тройном прыжке также не смог преодолеть квалификацию. Кроме того, был заявлен в прыжках в высоту, но не вышел на старт.
В 1951 году участвовал в первых Панамериканских играх в Буэнос-Айресе, где занял 5-е место в тройном прыжке.
Умер 14 июля 2005 года в районе Альваро-Обрегон мексиканского города Мехико.

## Личные рекорды
- Прыжки в длину — 7,05 (1951)[4]
- Тройной прыжок — 14,42 (1951)[4]